# Азизов, Мирза
Мирза Азизов (узб. Mirza Azizov; 22 декабря 1963, Ташкент — 16 апреля 2021, там же) — советский и узбекский актёр и режиссёр, народный артист Узбекистана.

## Биография
Мирза Азизов родился 22 декабря 1963 в городе Чуст области Наманган Узбекской ССР. После окончания средней школы, поступил в Ташкентский государственный театрально-художественный институт им. Островского, После окончания института В 1989 году был принят на работу актером Государственного музыкального театра Узбекистана имени Мукими.
- С 2016 по 2021 год он был директором театра Узбекский театр музыкальной драмы и комедии имени Мукими.

## Карьера
За время творчества Азизова Фараона в «Юсуфе и Зулайхо», Бахрома в «Фарходе и Ширин», Мадалихана в музыкальной драме «Нодирабегим», Алпомыша в спектакле «Возвращение Алпомыша», Машраба в «Не малакман, на фаришта», Бойсоат в «Топталган туйгу», завоевал любовь и внимание зрителей своим мастерским исполнением персонажей, подобных Креонту в «Медее».
Азизов также продемонстрировал свои способности в искусстве режиссуры, постановки идейно и художественно зрелых спектаклей. Его спектакль «Тода» стал лауреатом из 94 стран на XVII Международном фестивале экспериментальных театров в Каире в 2005 году. Артист поставил ряд других спектаклей, таких как «Одноклассница», «Птица, которая не вписывается в небо», «Скупой богач и слуга», «Ташкентская царица», «Пробуждение», «Лейли и Меджнун», «Пятно в сердце» и внес достойный вклад в развитие узбекского музыкального театра.
Он сыграл главные роли во многих фильмах. В частности, Санжар в сериале «Улицы сердца», майор Муминов в «Астане», Хабаш в «Имам Бухари», Хазрат Караевич в «Вокруг стана» в нашем национальном сериале и в фильме «Испытания любовью» Азиз Мирзаевич, в «Тубанлик» Тургун Хаджи, Кузнец в «Маргиёне», Кадыр в «Муруввате», Шухратходжа в «Мухаббатимсане», Мирза Махмудов в «Гумрохларе», главный врач в «Новде».

## Фильмография
Ниже в хронологическом порядке-упорядоченный список фильмов в которых Мирза Азизов появился.

### Фильм
| Год  | Название                       | Роль                         |
| ---- | ------------------------------ | ---------------------------- |
| 1996 | Маргиана                       |                              |
| 2003 | Любовные испытания             | отец Рухшоны                 |
| 2004 | Любовные испытания — 2         | отец Рухшоны                 |
| 2005 | Сарвиноз 2: Счастье за миллион | Ботир                        |
| 2006 | Анора                          |                              |
| 2006 | Ты меня любишь?                |                              |
| 2007 | Асаль или сладкая ложь         | отец Асали                   |
| 2007 | Зумрад и Киммат                | отец Бехзода                 |
| 2008 | Волшебное кольцо               |                              |
| 2008 | На краю стою                   | главный бандит               |
| 2011 | Патриоты                       | Манонов                      |
| 2011 | Сестрёнка                      | Самик ака                    |
| 2012 | Господин охранник              | директор трикотажной фабрики |
| 2012 | Долг                           |                              |
| 2012 | Колючка                        | отец Малики                  |
| 2012 | Подлость                       | Тургун Ахмедов               |
| 2013 | Жемчужинка                     | отец Ироды                   |
| 2013 | Связанные судьбы               |                              |
| 2014 | Заблудившиеся                  |                              |
| 2017 | Назира                         | Мирза Умарович               |
| 2017 | Мажрух 2                       |                              |
| 2018 | Temur                          | Хусаинбек                    |

### Телесериалы
- 1998—1999 Шайтанат (Царство бесов)— Кози (правая рука Хайдара)
- 2001 — Остона (Порог) — майор Муминов
- 2008 Туташ такдирлар (Связанные судьбы) — директор магазина мебели

### Роли в театре
- Юсуф и Зулайхо — Фиръавн
- Фарход и Ширин — Баҳром
- Нодирабегим (Музыкальная драма) -Мадалихон
- Алпомиш — Алпомиш
- На малакман на фаришта — Машраб
- Топталган туйғу — Бойсоат
- Медея — Креонт

### Режиссёр
- Банда
- Одноклассник
- Птица, которая не помещается в небе
- Жадный богатый и слуга
- Принцесса Ташкента
- Пробуждение
- Лайли и Маджнун
- Пятно сердца

## Награды и номинации
- В 1999 году ему присвоено почетное звание «Заслуженный артист Узбекистана»
- в 2015 году — «Народный артист Республики Узбекистан».
- В 2014 году Мирза Азизов был номинирован на Национальную кинопремию «Лучший актер года».[5]
- В начале 2019 года народному артисту Узбекистана Мирзе Азизову была присуждена Международная премия имени Чингиза Айтматова в области литературы и искусства, учрежденная в Кыргызской Республике.

## Смерть
Народный артист Узбекистана Мирза Азизов скончался 15 апреля в возрасте 58 лет после тяжелой болезни.
Президент Узбекистана Шавкат Мирзиёев выразил соболезнования в связи со смертью артиста.
Он был активным участником всех общественных и культурных мероприятий в нашей стране.
С 2016 года работает директором Узбекского государственного музыкального театра имени Мукими, который имеет славную 80-летнюю историю.
М.Азизов, имеющий большой творческий и жизненный опыт, является примером истинной преданности нашего народа, прежде всего, повышению культурного уровня нашей молодежи, воспитанию ее в духе национальных и общечеловеческих ценностей, добра и патриотизма. , защищая нашу духовную жизнь от различных угроз и нападений.

Светлая память о Мирзе Азизове, известном художнике, искреннем и скромном человеке, навсегда останется в наших сердцах.

## Образование
В 1987 году окончил актёрский факультет Государственный институт искусств Узбекистана.